# Остшешовський повіт
Остшешовський повіт (пол. Powiat ostrzeszowski ) — один з 31 земських повітів Великопольського воєводства Польщі.
Утворений 1 січня 1999 року в результаті адміністративної реформи.

## Загальні дані
Повіт знаходиться у південній частині воєводства.
Адміністративний центр — місто Остшешув.
Станом на 1.01.2008 населення становить 54 477 осіб, площа 772,63 км².

## Демографія
Демографічні дані повіту станом на 30.06.2005:
|       | Всього | Всього | Жінки  | Жінки | Чоловіки | Чоловіки |
| ----- | ------ | ------ | ------ | ----- | -------- | -------- |
|       | осіб   | %      | осіб   | %     | осіб     | %        |
| Повіт | 54 374 | 100    | 27 543 | 50,7  | 26 831   | 49,3     |
| Міста | 18 321 | 100    | 9585   | 52,3  | 8736     | 47,7     |
| Села  | 36 053 | 100    | 17 958 | 49,8  | 18 095   | 50,2     |